# Ahad Azam
Ahad Azam (in ebraico עאהד עזאם‎?; Shefaram, 14 gennaio 1992) è un calciatore israeliano, difensore del Shefaram.

## Carriera

### Club
Azam ha cominciato la carriera con la maglia dell'Hapoel Haifa, per cui ha esordito nella Ligat ha'Al il 4 dicembre 2011, schierato titolare nella vittoria per 2-0 sul Maccabi Tel Aviv.

### Nazionale
Azam è stato convocato nella nazionale israeliana Under-21 dal commissario tecnico Guy Luzon, in vista del campionato europeo di categoria 2013.